# Järavallen
Järavallen är ett naturreservat i Kävlinge kommun i Skåne län. I omedelbar närhet ligger bebyggelsen Järavallen. Reservatet inrättades 24 augusti 1972 och omfattade då förutom landområdet en stor del av havet utanför. Vid bildandet av naturreservatet Lundåkrabukten 2017 (gällande från 2021) övergick havsområdet till det reservatet.
Järavallen eller Litorinavallen har fått sitt namn efter den vall som formades för ca 7000 år sedan vid stranden av Litorinahavet när Öresunds vattenyta låg betydligt högre än i dag. Vallen löper ett hundratal meter innanför nuvarande strandlinjen.
Järavallen är ett av sydvästra Skånes största sammanhängande friluftsområden. Järavallen rymmer både ängar, strand och tallskog med ett nät av naturstigar. Kustremsan utgör en viktig rastlokal för många flyttfåglar, främst vadarfåglar. Strandskata och tofsvipa häckar på strandängarna medan hackspettar och andra skogsfåglar trivs i tallskogen. I nära anslutning till naturreservatet ligger Barsebäck Golf & Country Club.
Tallskogen planterades i slutet av 1800-talet för att förhindra sandflykt. Skogen består främst av tall,  svarttall & gran det finns även mindre bestånd av bok, ek och björk.
Den inre delen av Lundåkrabukten är numera ett långgrunt havsstrandsområde med tångvallar som blottläggs vid lågvatten. Området övergår i flacka strandängar som sträcker sig upp mot Litorinavallen. Innanför denna breder dynlandskapet ut sig, omväxlande med fuktiga områden och mosspartier som Hofterup Mosse.
Området ägdes länge av Barsebäcks gods och användes för slåtter och betesmark. I dag betas ängarna av kor och nötkreatur för att behålla artsammansättningen av betesgynnade växter.

## Järavallens strövområde
I strövområdet finns vandringsleder på allt från någon kilometers längd till 7,5 kilometer, motionsslingor och grillplatser. En av stigarna är tillgänglighetsanpassad. Det finns en ridled på 2,5 kilometer öster om motorvägen. Vid Badsjön finns grill- och rastplats medan Fågelsjön i området är avsedd som viltvatten och anlagd för att gynna fågellivet.
Hela områden är rikt på fåglar. Vid havet finns en utsiktsplattform för fågelskådning. Strandvallen löper längs kusten ett par hundra meter innanför den nuvarande strandlinjen.
Strövområdet ägs av Stiftelsen för fritidsområden i Skåne medan Stiftelsen Skånska Landskap ansvarar för driften.